# Хрущ мраморный
Хрущ мраморный, также пёстрый хрущ и июльский хрущ (лат. Polyphylla fullo), — вид крупных жесткокрылых насекомых из подсемейства хрущей семейства пластинчатоусых (Scarabaeidae). Самый крупный представитель подсемейства в Европе.

## Описание

### Имаго
Имаго длиной 25—40 мм. Окраска тёмно-бурая, на надкрыльях пятна из мелких белых волосков, образующие характерный мраморный рисунок — отсюда и название вида. Тело крупное, удлиненно-овальное, довольно выпуклое. Последний членик челюстных щупиков удлиненный, узкий на вершине скошенный и заостренный. Булава усиков у самцов 7-члениковая, чрезвычайно крупная с сильно изогнутыми пластинками. У самки булава 5-члениковая. Наличник широкий, поперечный, у самца прямоугольный, спереди приподнят, с почти прямым погнутым передним краем, у самки — более короткий с округло-выпуклым передним краем и более закругленными передними углами.
Переднеспинка немного уже основания надкрылий. Неравномерно покрыта довольно крупными редкими точками и негустыми желтовато-белыми или желтыми чешуйками, образующими пятна и полосы.
Надкрылья удлиненные, параллельные, с округленными боками, без ребер, в неясных точках и неправильных морщинках, покрыты многочисленными неправильными пятнами из желтовато-белых продолговато-овальных чешуек. В промежутках между пятнами лишь с редкими одиночными такими же чешуйками.
Пигидий в мелких точках и густых серо-жёлтых волосках, на вершине с пучком коротких светлых щетинок. Грудь в густых длинных буро-жёлтых волосках. Брюшко в густых коротких прилегающих серо-желтых волосках. Ноги довольно короткие и тонкие. Передние голени у самца снаружи с 2, у самки с 3 зубцами, причем средний зубец сильно приближен к вершинному.

### Личинка
Крупная, длиной до 80 мм, белая, с толстым телом, С-образно изогнутая. Голова светло рыжая, без глазков. Темя с каждой стороны с продольным рядом из нескольких щетинок. Анальное отверстие имеет форму поперечной щели.

## Ареал
Украина, Белоруссия, Абхазия, Франция, Швейцария, Бельгия, Англия, южная Швеция, Германия, Польша, Австрия, Италия, Чехия, Балканы, Словакия, Греция, Болгария, Румыния, Турция, Россия и Центральная Азия.
Северная граница проходит через Белоруссию, Чернигов, Курскую, Воронежскую, Тамбовскую и Пензенскую области, восточная граница — до Каспийского моря; южная — от устья Дуная по Черноморскому побережью до Днепровского лимана, террасы нижнего Днепра к низовьям Дона и по Азовскому побережью — до Анапы.

## Жизненный цикл и биология
Самка откладывает 25—40 яиц в почву в конце июня — июле. Предпочтение отдаётся песчаным почвам. В июле—августе выходят личинки, которые перезимовывают и в июне—июле линяют. После вторичной перезимовки линяют еще раз, переходя в 3-й, последний возраст. После третьей перезимовки, в мае, окукливаются. Личинки раннего возраста питаются гумусом и корнями травянистых растений, в особенности злаков, более старших возрастов — корнями кустарников и деревьев — сосен, берез, акаций и др.
Из куколки через 3 недели выходит жук. Генерация 3-годичная, в затемнённых участках — 4-годичная.
Жуки летают в конце июня — июле, активны вечером и ночью. Питаются листьями деревьев и хвоей.
С жуками ассоциированы круглые черви рода Pristionchus.

## Экономическое значение
Жуки обыкновенно не размножаются настолько сильно, чтобы наносить большой вред деревьям объеданием их листвы, личинки же могут наносить довольно чувствительный вред культурам, в особенности злакам (Пырейник, арундо и др.), которые сажаются для укрепления песков. Вред от мраморного хруща был замечаем главным образом в северной Германии.